# 35-й отдельный инженерный батальон
35-й отдельный инженерный батальон — воинское подразделение Вооружённых Сил СССР во время Великой Отечественной войны.

## История
Сформирован 02.06.1942 года в составе 7-й армии путём переформирования 1200-го отдельного сапёрного батальона.
В составе действующей армии с 02.06.1942 по 01.12.1942 года.
Действовал на Свирском оборонительном рубеже, вероятно формировался в связи с частным наступлением лета 1942 года в районе реки Свирь.
01.12.1942 переформирован в 4-й отдельный инженерно-сапёрный батальон

## Подчинение
| Дата       | Фронт (округ) | Армия               | Корпус | Дивизия | Бригада | Примечания |
| ---------- | ------------- | ------------------- | ------ | ------- | ------- | ---------- |
| 01.07.1942 | -             | 7-я отдельная армия | -      | -       | -       | -          |
| 01.08.1942 | -             | 7-я отдельная армия | -      | -       | -       | -          |
| 01.09.1942 | -             | 7-я отдельная армия | -      | -       | -       | -          |
| 01.10.1942 | -             | 7-я отдельная армия | -      | -       | -       | -          |
| 01.11.1942 | -             | -                   | -      | -       | -       | нет данных |
| 01.12.1942 | -             | -                   | -      | -       | -       | нет данных |

## Иные инженерные и сапёрные формирования с тем же номером
- 35-й отдельный сапёрный батальон
- 35-й отдельный инженерно-сапёрный батальон
- 35-й отдельный штурмовой инженерно-сапёрный батальон
- 35-й отдельный сапёрный батальон 3-й Крымской моторизованной дивизии